# Domasław (przystanek kolejowy)
Domasław – przystanek osobowy, a dawniej stacja kolejowa w Domasławiu, w Polsce, w województwie dolnośląskim, w powiecie wrocławskim, w gminie Kobierzyce. Stacja została otwarta w dniu 1 czerwca 1884 roku razem z linią kolejową z Wrocławia Głównego do Kobierzyc. Po 22 latach przerwy przystanek rozpoczął ponownie obsługiwać ruch pasażerski 12 czerwca 2022.

## Ruch pasażerski
| Rok  | Wymiana pasażerska na dobę |
| ---- | -------------------------- |
| 2022 | 20-49                      |
| 2023 | 50-99                      |